# مورفين في
مورفين في (بالإنجليزية: Murvyn Vye) هو ممثل أمريكي، ولد في 15 يوليو 1913 في الولايات المتحدة، وتوفي بنفس المكان في 17 أغسطس 1976.

## وصلات خارجية
- مورفين في على موقع IMDb (الإنجليزية)
- مورفين في على موقع ألو سيني (الفرنسية)
- مورفين في على موقع أول موفي (الإنجليزية)
- مورفين في على موقع قاعدة بيانات برودواي على الإنترنت (الإنجليزية)
- مورفين في على موقع قاعدة بيانات برودواي على الإنترنت (الإنجليزية)
- مورفين في على موقع قاعدة بيانات الأفلام السويدية (السويدية)
- مورفين في على موقع إن إن دي بي (الإنجليزية)
- مورفين في على موقع قاعدة بيانات الفيلم (الإنجليزية)
- مورفين في على موقع كينوبويسك (الروسية)